# Atjaträsket
Atjaträsket är en sjö i Sorsele kommun i Lappland och ingår i Umeälvens huvudavrinningsområde. Sjön har en area på 0,179 kvadratkilometer och ligger 344 meter över havet.

## Delavrinningsområde
Atjaträsket ingår i det delavrinningsområde (728592-156106) som SMHI kallar för Mynnar i Storvindeln. Medelhöjden är 376 meter över havet och ytan är 12,4 kvadratkilometer. Räknas de 2 avrinningsområdena uppströms in blir den ackumulerade arean 102,44 kvadratkilometer. Lolokbäcken som avvattnar avrinningsområdet har biflödesordning 3, vilket innebär att vattnet flödar genom totalt 3 vattendrag innan det når havet efter 349 kilometer. Avrinningsområdet består mestadels av skog (96 procent). Avrinningsområdet har 0,39 kvadratkilometer vattenytor vilket ger det en sjöprocent på 3,1 procent.